# ラスブリカーゼ
ラスブリカーゼ（Rasburicase）とは、尿酸を酸化して5-ヒドロキシイソ尿酸に代謝するための酵素、つまり、尿酸オキシダーゼである。尿酸は、分子状の酸素と水の存在する環境において、ラスブリカーゼによって5-ヒドロキシイソ尿酸と過酸化水素に変換される。その後、5-ヒドロキシイソ尿酸は自発的にアラントインと二酸化炭素とに分解する。こうして産生するアラントインは尿酸と比べて水溶性が高く、腎臓から容易に排泄される。
商品名はラスリテック（RASURITEK）で、日本ではサノフィから発売されている。

## 解説
様々な生物（バクテリアも哺乳類も、さらにヒト上科を除くサルも）尿酸オキシダーゼの活性があるため尿酸の分解が可能である。しかし、ヒト上科では尿酸オキシダーゼが発現していないため、尿酸を分解できない

。
尿酸は抗酸化物質である一方で、水への溶解度が低いために、時として生体内で結晶化して（針状晶を作って）、痛風の原因ともなる

。
そこで血中の尿酸（20℃で水100 mlへは、0.006 g溶ける）を、より水溶性の高いアラントイン（25℃で水100 mlへは、0.057 g溶ける）に変換することで、痛風などが起きないようにするためにラスブリカーゼが投与されることがある。具体的には、腫瘍崩壊症候群のうち、主にガンの化学療法などが原因で腫瘍細胞が次々と死滅すると、細胞が持っている核酸が次々と遊離してくるわけだが、この核酸を代謝した時に、ヒト上科では尿酸オキシダーゼを欠くためにプリン塩基は尿酸にまでしか代謝できず、結果として大量の尿酸が溜まることがある。このようなことが起こるであろうと予測される時にラスブリカーゼが投与される場合がある

。
2015年現在、基本的にラスブリカーゼは、この腫瘍崩壊症候群に対して使用するのが一般的である

。
また、酷いリウマチなどをはじめとして、何らかの理由で大量の細胞が死んで、結果遊離してきた核酸を代謝したことで尿酸が溜まった状態の改善のために使用されることもある

。
いずれにしても、ラスブリカーゼを投与した場合、尿酸は5-ヒドロキシイソ尿酸に変換され、その後自動的にアラントインが生成して、アラントインは腎臓から排泄されてゆく。

## 製法・構造・使用法
ラスブリカーゼはアスペルギルス・フラバスのDNAのうち、尿酸オキシダーゼをコードしている部分を取り出し、それを出芽酵母に組み込むという方法で生産されている。こうして作られたラスブリカーゼも、一般的な尿酸オキシダーゼと同じく4つのサブユニットから成る4量体のタンパク質である。どのサブユニットも301個のアミノ酸からできており、組成式はC1523H2383N417O462S7で、分子量は約3万4151 (Da)である。これ4量体を形成しているので、ラスブリカーゼ全体では約13万6604 (Da)ほどである
。
なお、薬剤として使用されるラスブリカーゼは、無菌状態に精製されており、かつ、凍結乾燥されて白い粉状にされてある。これを専用の溶解液に溶かして静脈へ点滴して用いる。以上のような製造法を取っていることもあり、ラスブリカーゼは比較的高価な薬剤として知られている。2023年6月現在、「ラスリテック点滴静注用1.5mg」の薬価は11708円／瓶である。

## 副作用
頻度は不明ながら、ラスブリカーゼを投与したことによって起こる重大な副作用としてアナフィラキシーショックが起こる場合がある。この他、上記で述べたようにラスブリカーゼが尿酸を分解すると過酸化水素が生ずるため、これがヘモグロビン中の鉄を2価から3価に酸化し、メトヘモグロビン血症を起こすこともある。場合によっては溶血が起こることもある。特にグルコース-6-リン酸脱水素酵素欠損症の者の赤血球は過酸化水素による打撃を受けやすく、メトヘモグロビン血症や溶血性貧血が起こりやすい

。
静脈内投与してしまったラスブリカーゼを回収したり、不活化して過酸化水素の発生を止める方法は確立していない。したがって、ラスブリカーゼを投与する前にグリコース-6-リン酸脱水酵素欠損症でないことを確認することが推奨されている

。